# II. Cosimo de’ Medici
II. Cosimo de’ Medici (kiejtése magyarosan: [Kozimo de Medicsi]) (Firenze, 1590. május 12. – Firenze, 1621. február 28.) toszkánai nagyherceg (Granduca di Toscana) 1609. február 7. és 1621. február 28. között, uralma véget vetett a Medici-család négy évszázadon át gyakorolt bankári és kereskedelmi tevékenységének.

## Családja
I. Ferdinánd toszkánai nagyherceg és Krisztina lotaringiai hercegnő elsőszülött gyermeke. 1608-ban vette feleségül Habsburg Mária Magdaléna főhercegnőt, II. Rudolf német-római császár unokanővérét.

## Mecénás
I. Ferdinánd halála után a tizenkilenc éves II. Cosimo nagyherceg növelte tovább költséges ünnepségeivel a család hírnevét. Osztozott apja ízlésében is, hiszen ő maga is szeretett építkezni. Kibővítette a Pitti-palotát és újjáépíttette az Arcetri közelében lévő családi villát, a Poggio Imperialét. Itt helyezett el egy teleszkópot, amelyet Galileo Galilei hozott magával Firenzébe és itt, ebben a villában talált menedéket. 1610-ben kinevezi Pisában „a filozófia és a matematika első professzorává.” Ugyanebben az évben fedezte fel a Jupiter négy holdját. II. Cosimo idején Matteo Nigetti építész folytatta a munkát a Mediciek sírkápolnáján II. Cosimo ragyogó tehetségű, házasságon kívül született fia, az ifjabb Giovanni tervei nyomán (a fiú mint katona és mint diplomata is hírnevet szerzett); neki dolgozott Pietro Tacca szobrász is, ő készítette a bronz szobrokat emlékművéhez.

## Politikus
Apja példáját követte akkor is, amikor megpróbált egyensúlyt teremteni Franciaország és a Spanyol Királyság között. Felhasználta befolyását a francia–spanyol tárgyalások előmozdítására. Ennek lett eredménye 1615-ben XIII. Lajos francia király és Ausztriai Anna, valamint a későbbi IV. Fülöp spanyol király és Erzsébet francia királyi hercegnő házassága.
II. Cosimo nagyherceg hadiflottája Jacopo Inghirami és Giulio di Montauto admirálisok vezetésével kordában tartotta a törököket a Földközi-tengeren. II. Fakhr ad-Dín drúz emírrel kiépített kapcsolatai révén a toscanaiak előnyökhöz jutottak a levantei kereskedelemben.

## Külső hivatkozások
- A Mediciek fénykora (magyar és angol nyelven). mediciek.hu. [2010. március 18-i dátummal az eredetiből archiválva]. (Hozzáférés: 2010. szeptember 11.)
- ki, hol és mikor? (a "Miért éppen Firenze" blog linkjei). kiholesmikor.blogspot.com. (Hozzáférés: 2010. szeptember 11.)

| Előző uralkodó: I. Ferdinánd | Toszkána nagyhercege 1609–1621 Medici-család | Következő uralkodó: II. Ferdinánd |